# Petru Lucinschi
Petru Lucinschi, ros. Пётр Кириллович Лучинский, trb. Piotr Kiriłłowicz Łuczinskij (ur. 27 stycznia 1940 w miejscowości Rădulenii Vechi w rejonie Florești) – mołdawski polityk, działacz komunistyczny, przewodniczący Parlamentu Republiki Mołdawii, w latach 1997–2001 prezydent Mołdawii.

## Życiorys

### Działalność w ZSRR
Absolwent Państwowego Uniwersytetu Mołdawskiego w Kiszyniowie (1962). W 1974 ukończył korespondencyjny kurs w szkole partyjnej przy KC KPZR w Moskwie. Doktoryzował się z filozofii (1977), został członkiem Rosyjskiej Akademii Nauk. Przez rok służył w Armii Radzieckiej.
Od 1960 etatowy działacz partyjny, od 1964 członek Komunistycznej Partii Związku Radzieckiego. W 1960 został instruktorem w komitecie centralnym mołdawskiego Komsomołu. Od 1966 drugi, a od 1967 pierwszy sekretarz tej organizacji, a także członek Prezydium Rady Najwyższej Mołdawskiej SRR. W latach 1971–976 był sekretarzem w komitecie centralnym Komunistycznej Partii Mołdawii, następnie do 1978 pierwszym sekretarzem komitetu miejskiego partii w Kiszyniowie. Od 1978 do 1986 wicedyrektor departamentu w KC KPZR, następnie do 1989 drugi sekretarz KC Komunistycznej Partii Tadżykistanu. Od 25 kwietnia 1989 stały członek KC KPZR. W międzyczasie był deputowanym do Rady Najwyższej Mołdawskiej SRR (1967–1980), Rady Najwyższej Tadżyckiej SRR (1986–1990) i Rady Najwyższej ZSRR (1986–1991).

### Działalność w Mołdawii 1989–1996
16 listopada 1989 został pierwszym sekretarzem Komunistycznej Partii Mołdawii, pełniąc tę funkcję do 4 lutego 1991. Był pierwszym w historii partii pierwszym sekretarzem urodzonym nie w Rosji, na Ukrainie lub w naddniestrzańskiej części Mołdawskiej SRR, ale w części prawobrzeżnej (besarabskiej). W latach 1991–1992 pracował w Rosyjskiej Akademii Nauk. W latach 1992–1993 był ambasadorem Mołdawii w Federacji Rosyjskiej.
W 1990 i 1994 wybierany do Parlamentu Republiki Mołdawii. 4 lutego 1993 został przewodniczącym mołdawskiego parlamentu XII kadencji, natomiast 29 marca 1994 przewodniczącym parlamentu XIII kadencji.

### Prezydent Mołdawii
W grudniu 1996, startując jako kandydat bezpartyjny, wygrał powszechne wybory prezydenckie, w drugiej turze głosowania otrzymując 54% głosów i pokonując ubiegającego się o reelekcję Mirceę Snegura. Poglądy głoszone przez obydwu kontrkandydatów praktycznie nie różniły się od siebie, z tym wyjątkiem, że Petru Lucinschi opowiadał się za naprawieniem stosunków mołdawsko-rosyjskich.
Na urząd prezydencki wstąpił 15 stycznia 1997. 8 maja 1997 podpisał z prezydentem nieuznawanej międzynarodowo Naddniestrzańskiej Republiki Mołdawii Igorem Smirnowem deklarację o zasadach normalizacji stosunków mołdawsko-naddniestrzańskich. Rozmowy w sprawie przyszłego statusu Naddniestrza, jakie prowadził z Igorem Smirnowem w lutym roku następnego, wykazały jednakże ogromne różnice w interpretacji tego dokumentu i nie doprowadziły do postępów w uregulowaniu konfliktu naddniestrzańskiego. W marcu 1998 jako przedstawiciel Mołdawii sygnował mołdawsko-rosyjsko-ukraińsko-naddniestrzańskie porozumienie o środkach budowy zaufania i kontaktów między Mołdawią a Naddniestrzem, a także prowadził z rządem Ukrainy rozmowy w sprawie delimitacji granicy. Wbrew zapowiedziom z kampanii wyborczej nie zmienił kierunku mołdawskiej polityki zagranicznej, kontynuując balansowanie między Rosją a Zachodem (zwłaszcza Rumunią). Całkowicie natomiast zrezygnował z posługiwania się retoryką nacjonalistyczną (panrumuńską lub mołdawską), której używał jego poprzednik.
W 1999 podjął próbę doprowadzenia do zmiany ustroju państwowego Mołdawii z parlamentarno-prezydenckiego na prezydencki, przeprowadzając w tej sprawie referendum. Plebiscyt, który odbył się 23 maja 1999, został uznany za nieważny i niekonstytucyjny przez mołdawski Sąd Konstytucyjny. Wykazał on znaczne poparcie dla idei lansowanej przez prezydenta, który w parlamencie miał jednak bardzo ograniczone zaplecze, liczące do kilku deputowanych. Prezydent przedstawiał się jako jedyna wiarygodna osoba w kraju, równocześnie jednak nigdy nie sformułował programu swojej prezydentury ani nie korzystał ze swoich uprawnień w zakresie inicjatywy ustawodawczej. Jako że jego dążenia godziły we wpływy liderów największych mołdawskich partii, zjednoczyli się oni przeciwko niemu; 5 lipca 2000 niemal wszystkie ugrupowania zasiadające w mołdawskim parlamencie zagłosowały za zmianą konstytucji, ograniczając tym samym kompetencje prezydenta i postanawiając, iż głowę państwa wybierać będzie parlament większością 3/5 głosów. Wobec faktu, że dwa głosowania w sprawie wyboru nowego prezydenta nie zakończyły się rozstrzygnięciem, a ugrupowania centroprawicowe przeprowadziły bojkot, by nie dopuścić do zwycięstwa lidera Partii Komunistów Republiki Mołdawii Vladimira Voronina, Petru Lucinschi 12 stycznia 2001 rozwiązał parlament. Nowe wybory przyniosły zdecydowane zwycięstwo komunistom, a 4 kwietnia 2001 Vladimir Voronin został zdecydowaną większością głosów wybrany na prezydenta.

## Odznaczenia
Odznaczony m.in. Orderem Republiki, greckim Krzyżem Wielkim Orderu Zbawiciela, francuskim Krzyżem Wielkim Legii Honorowej oraz orderami radzieckimi (Orderem Czerwonego Sztandaru Pracy i Orderem Przyjaźni Narodów).

## Życie prywatne
Jest wdowcem, ma dwóch synów.